# 359 v. Chr.
Portal Geschichte | Portal Biografien | Aktuelle Ereignisse | Jahreskalender | Tagesartikel

◄ |
5. Jahrhundert v. Chr. |
4. Jahrhundert v. Chr. |
3. Jahrhundert v. Chr. |
►

◄ | 370er v. Chr. | 360er v. Chr. | 350er v. Chr. | 340er v. Chr. |
330er v. Chr. |
►

◄◄ | ◄ | 362 v. Chr. | 361 v. Chr. | 360 v. Chr. | 359 v. Chr. |
358 v. Chr. |
357 v. Chr. |
356 v. Chr. |
► |
►►

## Ereignisse

### Politik und Weltgeschehen

#### Römisches Reich
- Marcus Popillius Laenas und Gnaeus Manlius Capitolinus Imperiosus werden römische Konsuln.

#### Griechenland
- Der makedonische König Perdikkas III. fällt zusammen mit 4.000 Soldaten in einer Schlacht gegen die Illyrer unter ihrem König Bardylis. Sein 3-jähriger Sohn Amyntas IV. wird sein Nachfolger; sein 23-jähriger Bruder Philipp II. wird zum Regenten ernannt. Durch die militärische Niederlage steht der makedonische Staat kurz vor dem Zusammenbruch.
- 359 oder 358 v. Chr.: Archidamos III. wird König von Sparta nach seinem Vater Agesilaos II.

#### Perserreich
- 359 oder 358 v. Chr.: Artaxerxes III. folgt seinem verstorbenen Vater Artaxerxes II. auf den Thron des persischen Achämenidenreichs.
- 359 oder 358 v. Chr.: Euagoras II. wird nach dem Tod seines Vaters Nikokles König von Salamis auf Zypern.

## Gestorben
- Perdikkas III., König von Makedonien
- 359 oder 358 v. Chr.: Agesilaos II., König von Sparta (* um 443 v. Chr.)
- 359 oder 358 v. Chr.: Artaxerxes II., Großkönig des persischen Achämenidenreichs (* um 430 v. Chr.)
- 359 oder 358 v. Chr.: Nikokles, König von Salamis